# روي مكاي (لاعب كرة قدم أمريكية)
روي مكاي (بالإنجليزية: Roy McKay)‏ هو لاعب كرة قدم أمريكية أمريكي، ولد في 2 فبراير 1920 في مقاطعة ماسون في الولايات المتحدة، وتوفي في 29 مايو 1969 في مقاطعة سوتون في الولايات المتحدة.

## وصلات خارجية
- روي مكاي على موقع مرجع كرة القدم المحترفة.كوم (الإنجليزية)